# Оскар Нимејер
Оскар Рибеиро де Алмеида Нимејер Соарес Фиљо (порт. Oscar Ribeiro de Almeida Niemeyer Soares Filho; Рио де Жанеиро, 15. децембар 1907 — Рио де Жанеиро, 5. децембар 2012) био је бразилски архитекта који се сматрао једним од најзначајнијих имена модерне архитектуре.
Хваљен и критикован због тога што је „вајар споменика“, Нимејера су његове присталице хвалиле као великог уметника и једног од највећих архитеката своје генерације. Рекао је да је његова архитектура била под јаким утицајем Ле Корбизјеа, али је у једном интервјуу уверавао да то „није спречило [његову] архитектуру да крене у другом правцу“.
Један је од оснивача Бразилске школе савремене архитектуре. Био је пионир у употреби армираног бетона. По убеђењу је био комуниста, члан бразилске комунистичке партије. За време диктатуре у Бразилу живео је у егзилу у Француској (1965—1982). Најпознатији Нимејерови пројекти су Зграда УН у Њујорку, град Бразилија и музеј Нитерој. Пројектовао укупно преко 600 грађевина широм света, а највише у Бразилу. Његова дела се сврставају у пет стваралачко-историјских периода: Пампуља (четврт Бело Хоризонтеа), од Пампуље до Бразилије, Бразилија, грађевине у иностранству (доба егзила) и позна дела.

## Биографија
Нимејер је рођен као једно од шесторо деце у строго католичкој породици у Рио де Жанеиру. Његов отац, рођени Немац, је био графички дизајнер, а његов деда судија бразилског врховног суда, док су мајчини родитељи били једни од првих чланова бразилске комунистичке партије.
Након католичке школе у Рио Барабитену, 1928. године је уписао студије архитектуре у Националној школи ликовних уметности (Escola Nacional de Belas Artes) на којој је дипломирао 1934. године. Уследило је плодно раздобље у архитектонском студију Лусија Косте. Њих су двојица пројектовали прву модерну зграду у Бразилу, Министарство образовања и здравља у Рио де Жанеиру, у чему им је помогао славни швајцарски архитекта, Ле Корбизје. Очаран младим учеником Ле Корбизје га је учинио својим асистентом и од 1947-53 он је представљао славног архитекту приликом планирања Седишта УН-а у Њујорку. Њихова сарадња је деловала на строге ортогоналне линије модерне архитектуре око кружнице и кривуље од армираног бетона.
Лусиу Кости посао изградње бразилске престолнице, Бразилије, понудио је председник Жуселино Кубичек, а овај је својем ученику Нимејеру поверио пројектовање зграде конгреса, Палате правде, катедрале и станова (1957—64). Урбано средиште Бразилије је 1987. године уписано на Унесков списак места Светске баштине у Америци.
Две године након војног пуча у Бразилу, 1964. године, Нимејер је због свог чланства у Комунистичкој партији Бразила (КПБ) од 1945. године, морао да пребегне у Француску. Крајем 1960-их постаје предавач архитектуре на Федералном универзитету у Рио де Жанеиру (Universidade Federal do Rio de Janeiro, UFRJ), али се потпуно враћа у Бразил тек након потпуне амнестије 1982. године.
Године 1988, добио је престижну Прицкерову награду за архитектуру. Током 1992-96 био је председник Комунистичке партије Бразила. Он је био предани mарксиста до краја живота.
Преминуо је од меланома 5. децембра 2012. године у Рио де Жанеиру, десет дана пре свог 105. рођендана.

### Рана каријера
Након дипломирања, радио је у очевој типографској радионици. Иако није био финансијски стабилан, он је инсистирао да ради у архитектонском студију Лусија Косте, Грегорија Варчавчика и Карлоса Леао, иако нису могли да му плате. Нимејер им се придружио као цртач, уметност којом је овладао (сам Корбизје ће касније похвалити Нимејерове 'лепе перспективе'). Контакт са Костом био би изузетно важан за Нимејерово сазревање. Коста је, након првобитног флертовања са неоколонијалним покретом, схватио да је напредак међународног стила у Европи пут за архитектуру. Његови записи о увидима који би могли да уједине бразилску традиционалну колонијалну архитектуру (као што је она у Олинди) са модернистичким принципима били су основа архитектуре коју ће он и његови савременици, као што је Афонсо Едуардо Рејди, касније остварити.
Године 1936, двадесетдеветогодишњег Лусија Косту је министар образовања Густаво Капанема именовао да дизајнира ново седиште Министарства образовања и здравства у Рио де Жанеиру. Сам Коста, иако отворен за промене, није био сигуран како да настави. Он је окупио групу младих архитеката (Карлос Леао, Афонсо Едуардо Реиди, Хорхе Мореира и Ернани Васконцељос) да пројектују зграду. Он је такође инсистирао да се сам Ле Корбизје позове као консултант. Иако Нимејер у почетку није био део тима, Коста је пристао да га прими након што је Нимејер инсистирао. Током периода Ле Корбизјеовог боравка у Рију, он је постављен да помаже мајстору у његовим нацртима, што му је омогућило близак контакт са Швајцарцом. Након његовог одласка, Нимејерове значајне промене у Корбизјеовој схеми импресионирале су Косту, који му је омогућио да прогресивно преузме одговорност за пројекат, над којим је преузео вођство 1939.

#### Бразилски модернизам
Министарство просвете је преузело задатак да обликује „novo homem, Brasileiro e moderno“ (новог човека, бразилског и модерног). Био је то први модернистички небодер на свету који је спонзирала држава, много већег обима од било чега што је Ле Корбизје изградио до тада. Завршен 1943, када је имао 36 година, зграда у којој је био регулатор и менаџер бразилске културе и културног наслеђа развила је елементе онога што је требало да постане признато као бразилски модернизам. Кориштени су локални материјали и технике, као што је азулежу повезан са португалском традицијом; револуционисани корбизијски бриз-солеј, учењен подесивим и повезан са маварским уређајима за сенчење колонијалне архитектуре; смеле боје; тропске баште Роберта Бурле Маркса; царска палма (Roystonea oleracea), позната као бразилски ред; даље алузије на иконе бразилског пејзажа; и специјално наручена дела бразилских уметника. Неки архитекти ову зграду сматрају једном од најутицајнијих у 20. веку. Она је узета као модел како спојити ниске и високе структуре (Левер хаусе).

#### Светска изложба у Њујорку 1939
Године 1939, са 32 године, Нимејер и Коста дизајнирали су бразилски павиљон за Светску изложбу у Њујорку (изведен у сарадњи са Полом Лестером Винером). У близини много већег француског павиљона, бразилска структура је била у супротности са својом тешком масом. Коста је објаснио да је бразилски павиљон усвојио језик 'грациозности и елеганције', лакоће и просторне флуидности, са отвореним планом, кривинама и слободним зидовима, које је назвао 'јонским', супротстављајући га главној савременој модернистичкој архитектури, коју је назвао 'дорском'. Импресиониран његовим авангардним дизајном, градоначелник Фиорело Ла Гвардија доделио је Нимејеру кључеве града Њујорка.
Године 1937, Нимејера је позвао рођак да дизајнира расадник за филантропску институцију која је бринула за младе мајке, Обра до Берко. То ће постати његово прво завршено дело. Међутим, Нимејер је рекао да је његова архитектура заиста почела у Пампуљи, Минас Жерајс, и како је објаснио у интервјуу, Пампуља је била полазна тачка ове слободније архитектуре пуне кривина коју волим и данас. То је заправо био почетак Бразилије .....

## Избор најзначајнијих остварења
- Министарство здравља (данас палата културе) у Рио де Жанеиру (заједно са Ле Корбизијеом, Лусио Костом, Хорхе Маћадо Мореиром и Алфонсо Едуардо Реидијем) (1937—1943)
- Кућа Освалда Андрадеа у Сао Паолу (1938)
- Бразилски павиљон на Светској изложби у Њујорку (1939)
- Плесна дворана и ресторан у Пампуљи (1940)
- Национални стадион у Рио де Жанеиру (1941)
- Црква Сао Франциско у Пампуљи (1943)
- Градски театар у Бело Хоризонтеу (1946)
- Велики павиљон у Сао Паолу (1951)
- Седиште Уједињених нација (колаборација) (1952)
- Зграда Копан у Сао Паолу (стамбени блок за 5000 људи) (1953)
- Зграда Каноас у Рио де Жанеиру (1954)
- Зграда Интербау у Берлину (1957)
- Грађевине у Бразилији (катедрала, Национални конгрес, Палата Алворада, Палата Итамарати, Палата Планалто, Трг три власти, Зграда Врховног суда) (1957—1964)
- Седиште француске комунистичке партије (1967—1972)
- Зграда Мондадори код Милана (1968)
- Универзитет у Константину (Алжир) (1968)
- Хотел у Рио де Жанеиру (1968)
- Зграда културе у Авру (Француска) (1972)
- Пословна зграда Седе Фата у Пјаченци (1977—1979)
- Самбодром у Рио де Жанеиру (1984)
- Пантеон слободе и демократије у Бразилији (1985)
- Меморијал Латинске Америке у Сао Паолу (1987)
- Музеј савремене уметности у Нитероју (1991)
- Музеј Оскара Нимејера у Куритиби (2002)
- Казино у Фуншалу
- Галерија Серпентајн у Лондону (2003)
- Концертна дворана у Сао Паолу (2004)
- Аудиторијум Ибирапуера у Сао Паолу (2005)

## Галерија
- Конгресна зграда у Бразилији
- Катедрала у Бразилији
- Касино у Фуншалу на Мадеири
-"Edifício Copan" – Сао Паоло
- Музеј савремене уметности у Нитероју
- Градска библиотека
- Бијенале павиљон у Сао Паолу
- Музеј у Бразилији
- у Бразилији